# 新民党
新民党（しんみんとう）とは、第三共和国・維新体制時代の韓国の保守政党で、最大野党である。第二共和国期にも新民党は存在したがここでは第三共和国、第四共和国時代の新民党について取り上げる。

## 概要

新民党のロゴ

新民党の党旗

朴正熙（パク・チョンヒ）政権期の1967年2月7日、同年5月の大統領選挙を前に民衆党や新韓党などの保守野党勢力が結集して創党された。結成直後に行われた大統領選挙では尹潽善を擁立したが、旧党派間での連携が十分できなかったこともあって、4年前の大統領選挙の時よりも朴正熙に大きく票を引き離され敗北した。朴正熙の3選を可能にする3選改憲（1969年）では、改憲案に賛成した自党の議員3名の職を剥奪するために党を一旦解党し、再び新民党を結成するという離れ業を行なってまで改憲反対の姿勢を明確にした。翌々年の大統領選挙では金大中候補を擁立し、現職朴正熙に対決姿勢を示して善戦した。しかし、大統領選挙後に行われた第8代総選挙で「珍山波動」が発生、これをきっかけに党内対立が高まり、1972年9月には主流派（珍山派）と反主流派（反珍山派）が別個に党大会を開催する事態となり、反主流派の一部は脱党して民主統一党を結成した。
維新体制時代の1974年2月に柳珍山総裁が病死すると、同年8月の党大会で金泳三を選出し、対立を避け与党との妥協を試みていた柳珍山とは変わって、民主回復と憲法改正の主張を正面に掲げて政府・与党に対抗した。しかし、金泳三の強硬路線を巡って、主流派（金泳三派）と非主流派（反金泳三派）に分裂し、党内対立が激化、1976年9月に行なわれた党大会で金泳三が総裁の座を追われる結果となった。
1978年12月の第10代総選挙では与党民主共和党を得票率でわずかながら上回り（新民32.8%、共和31.7%）、政権に対する批判の根強さを示した。そして、翌1979年、金泳三を再び総裁に選出すると、新民党は反軍政の姿勢を鮮明にした。しかし、全斗煥が5・17クーデターによって政治的実権を掌握すると、政治活動を停止させられ、1980年10月27日に公布された第五共和国憲法附則により解散させられた。翌1981年に結党された民主韓国党には、金泳三・金大中を除外し、政治活動規制措置から免れた党内の穏健派のみが迎えられた。

## 党役職者（結党当時）
- 総裁：兪鎮午
- 顧問：
  - 白楽濬
  - 李範錫
  - 朴順天
- 全党大会
  - 議長：金義沢
  - 副議長：鄭雲甲
- 総務委員長：高興門
- 組織委員長：金在光
- 宣伝委員長：金大中
- 財政委員長：金洗栄
- 政策委員長：夫琓爀
- 監察委員長：辛泰嶽

出典：『統一朝鮮年鑑　1967-1968年版』統一朝鮮新聞社

## 年表
| 年     | 月日     | 出来事 |
| ------ | -------- | --- |
| 1967年 | 2月7日   | 民衆党、新韓党の統合大会開催、新民党創党。代表最高委員（党首）に兪鎮午（ユ・ジノ）、大統領候補に尹潽善（ユン・ボソン）選出                                                         |
| 1967年 | 5月3日   | 大統領選挙、尹潽善、与党民主共和党の朴正熙大統領に敗北 |
| 1967年 | 6月8日   | 第7代総選挙、44議席（地方区27議席/全国区17議席）獲得 |
| 1968年 | 5月20日  | 第2回全党大会で、これまでの集団指導体制から、総裁（党首）を中心とする単一指導体制に変更。翌21日に兪鎮午を総裁に推戴                                                                |
| 1969年 | 9月7日   | 政府与党による三選改憲に賛成した自党議員の議員職を剥奪するため党を解散 |
| 1969年 | 9月20日  | 創党大会を開催。再び新民党を再結成 |
| 1970年 | 1月26日  | 新民党党首に、対政府穏健派の柳珍山（ユ・ジンサン）が選出 |
| 1970年 | 9月29日  | 党大会で金大中（キム・デジュン）を大統領候補に選出 |
| 1971年 | 4月27日  | 大統領選挙、金大中、与党民主共和党の朴正熙大統領に敗北 |
| 1971年 | 5月6日   | 第8代総選挙候補者登録最終日、「珍山波動」発生 |
| 1971年 | 5月25日  | 第8代総選挙、改憲阻止線の69議席を大きく上回る89議席（地方区65議席/全国区24議席）を獲得                                                                                             |
| 1971年 | 7月20日  | 党大会で、金弘壹（キム・ホンイル）が総裁に選出 |
| 1972年 | 9月26日  | 主流派（珍山派）が全党大会を強行開催 |
| 1972年 | 9月27日  | 反主流派（反珍山派）は、金弘壹の私邸にて、別個に党大会を開催。主流派に対する闘争を宣言                                                                                             |
| 1973年 | 1月27日  | 反主流派の一部幹部が新民党を離党して「民主統一党（統一党）」を結成 |
| 1973年 | 2月27日  | 第9代総選挙、52議席を獲得 |
| 1974年 | 4月28日  | 新民党柳珍山総裁が病死（69歳） |
| 1974年 | 8月22日  | 党大会で、金泳三（キム・ヨンサム、当時47歳）を党総裁に選出。緊急措置で逮捕された人々の釈放、緊急措置2号、3号の解除、民主憲政守護、民主的権利拡大闘争等の決議文を採択               |
| 1976年 | 9月15日  | 新民党大会で、金泳三が党総裁から退き、李哲承（イ・チョルスン）を代表最高委員とした集団指導体制に変更                                                                               |
| 1978年 | 12月12日 | 第10代総選挙、得票率で32.82％を獲得、与党民主共和党の31.70％を上回る。議席数は共和党に次ぐ61議席を獲得                                                                             |
| 1979年 | 5月30日  | 集団指導体制から、総裁を中心とする単一指導体制に規約を改正、総裁を選出するための党大会で金泳三が李哲承を破って総裁に選出                                                           |
| 1979年 | 4月11日  | 新民党本部で、労使紛争の解決を訴え篭城していたYH貿易の女性労働者を、強行突入した警察が強制排除、女性労働者一人が死亡（YH貿易事件）                                                 |
| 1979年 | 9月10日  | 金泳三総裁、ニューヨーク・タイムズ紙の記者との会見で「米国の朴正熙政権への支持中止」を要請                                                                                         |
| 1979年 | 10月4日  | 与党民主共和党と維新政友会の議員による金泳三新民党総裁の議員職除名案を単独で強行可決（金泳三総裁議員職除名波動）。新民党は、抗議の意思表示として党所属の全議員の国会への登院を拒否 |
| 1979年 | 10月13日 | 金泳三総裁の議員除名に対する抗議として、新民党の全国会議員66名が辞表を提出。統一党の議員3名も辞表を提出                                                                            |
| 1979年 | 10月26日 | 朴正熙大統領が側近の金載圭に暗殺される（朴正煕暗殺事件） |
| 1979年 | 11月9日  | 党政務会議で、国会への復帰を決定 |
| 1980年 | 5月17日  | 全斗煥を中心とする新軍部による5・17非常戒厳令拡大措置（5・17クーデター）で政治活動が禁止される                                                                                     |
| 1980年 | 10月27日 | 第五共和国憲法の公布・発効で、党は解散。翌1981年1月17日に政治活動禁止措置から免れた旧新民党の政治家を主体とした民主韓国党が結成される。                                            |

## 党勢推移
| 年月日        | 大統領選挙      | 候補者 | 得票率 | 当落        |
| ------------- | --------------- | ------ | ------ | ----------- |
| 1967年5月3日  | 第6代大統領選挙 | 尹潽善 | 40.9％ | 落選（2位） |
| 1971年4月27日 | 第7代大統領選挙 | 金大中 | 45.3％ | 落選（2位） |

| 年月日         | 選挙         | 議席 | 議席   | 議席   | 得票率 |
| 年月日         | 選挙         | 合計 | 地域区 | 全国区 | 得票率 |
| -------------- | ------------ | ---- | ------ | ------ | ------ |
| 1967年6月8日   | 第7代総選挙  | 45   | 28     | 17     | 32.7％ |
| 1971年5月25日  | 第8代総選挙  | 89   | 65     | 24     | 44.4％ |
| 1973年2月27日  | 第9代総選挙  | 52   | 52     | ―      | 32.5％ |
| 1978年12月12日 | 第10代総選挙 | 61   | 61     | ―      | 32.8％ |